# Zamch (gromada)
Zamch – dawna gromada, czyli najmniejsza jednostka podziału terytorialnego Polskiej Rzeczypospolitej Ludowej w latach 1954–1972.
Gromady, z gromadzkimi radami narodowymi (GRN) jako organami władzy najniższego stopnia na wsi, funkcjonowały od reformy reorganizującej administrację wiejską przeprowadzonej jesienią 1954 do momentu ich zniesienia z dniem 1 stycznia 1973, tym samym wypierając organizację gminną w latach 1954–1972.
Gromadę Zamch z siedzibą GRN w Zamchu utworzono – jako jedną z 8759 gromad na obszarze Polski – w powiecie biłgorajskim w woj. lubelskim na mocy uchwały nr 6 WRN w Lublinie z dnia 5 października 1954. W skład jednostki weszły obszary dotychczasowych gromad Zamch I i Zamch II ze zniesionej gminy Babice oraz obszar dotychczasowej gromady Borowiec ze zniesionej gminy Łukowa w tymże powiecie. Dla gromady ustalono 16 członków gromadzkiej rady narodowej.
1 stycznia 1960 gromadę zniesiono, włączając jej obszar do gromad Łukowa (wsie Borowiec Główny, Błonie i Kozaki oraz wieś i leśniczówka Głuchy) Obsza (wsie Nawozy, Podkolanie, Załom Duży, Załom Mały i Zamosty oraz kolonia Zamch) w tymże powiecie.